# Comuna Breznița-Ocol, Mehedinți
Breznița-Ocol este o comună în județul Mehedinți, Oltenia, România, formată din satele Breznița-Ocol (reședința), Jidoștița, Magheru și Șușița.

## Demografie
Componența etnică a comunei Breznița-Ocol
     Români (90,77%)
     Romi (2,2%)
     Alte etnii (0,05%)
     Necunoscută (6,98%)
Componența confesională a comunei Breznița-Ocol
     Ortodocși (92,08%)
     Alte religii (0,84%)
     Necunoscută (7,08%)
Conform recensământului efectuat în 2021, populația comunei Breznița-Ocol se ridică la 3.826 de locuitori, în scădere față de recensământul anterior din 2011, când fuseseră înregistrați 3.859 de locuitori. Majoritatea locuitorilor sunt români (90,77%), cu o minoritate de romi (2,2%), iar pentru 6,98% nu se cunoaște apartenența etnică. Din punct de vedere confesional, majoritatea locuitorilor sunt ortodocși (92,08%), iar pentru 7,08% nu se cunoaște apartenența confesională.

## Politică și administrație
Comuna Breznița-Ocol este administrată de un primar și un consiliu local compus din 13 consilieri. Primarul, Cătălin Drăghici[*], de la Partidul Social Democrat, este în funcție din 2016. Începând cu alegerile locale din 2024, consiliul local are următoarea componență pe partide politice:
|  | Partid                          | Consilieri | Componența Consiliului | Componența Consiliului | Componența Consiliului | Componența Consiliului | Componența Consiliului | Componența Consiliului | Componența Consiliului | Componența Consiliului | Componența Consiliului | Componența Consiliului | Componența Consiliului | Componența Consiliului |
|  | ------------------------------- | ---------- | ---------------------- | ---------------------- | ---------------------- | ---------------------- | ---------------------- | ---------------------- | ---------------------- | ---------------------- | ---------------------- | ---------------------- | ---------------------- | ---------------------- |
|  | Partidul Social Democrat        | 12         |                        |                        |                        |                        |                        |                        |                        |                        |                        |                        |                        |                        |
|  | Alianța pentru Unirea Românilor | 1          |                        |                        |                        |                        |                        |                        |                        |                        |                        |                        |                        |                        |